# Leporillus conditor
Leporillus conditor є видом гризунів родини Muridae. Вони розміром з маленького кролика і будують великі гнізда з переплетених паличок. Колись поширений у південній Австралії, популяція скоротилася після європейської колонізації до залишкового форпосту на островах Франкліна в Південній Австралії. З тих пір цей вид був повторно інтродукований в низку охоронюваних і контрольованих територій, з різним рівнем успіху. Природним середовищем існування виду є суха савана з багаторічними чагарниками, особливо сукулентними та напівсукулентними видами рослин.

## Морфологічна характеристика
Вид має широку і коротку голову, з широкими і закругленими вухами. Довжина голови і тіла разом становить від 190 до 260 міліметрів, а хвіст помітно коротший від 148 до 180 мм. Вага коливається від 190 до 450 грамів. Верх однорідного сіро-коричневого кольору, низ від темно-сірого до сіро-блідого, і два кольори змішуються там, де вони зустрічаються. Видимі частини стопи білуваті всередині та сірувато-коричневі зовні, це від 42 до 48 мм в довжину.

## Поведінка
Це наземний, стадний і нічний вид. Він будує великі гнізда до двох метрів завширшки та до одного метра завглибшки, з гілками, сплетеними навколо основи чагарників, під виступаючими скелями або в неглибоких печерах. Реінтродуковані на материк особини живуть сімейними групами з 5–6 особин. Харчується листям сукулентних рослин.